# Baltimore Colts 1975
La stagione 1975 dei Baltimore Colts è stata la 23ª della franchigia nella National Football League. Sotto la direzione del capo-allenatore al primo anno Ted Marchibroda, i Colts conclusero la stagione con 10 vittorie e 4 sconfitte, vincendo la propria division.
I Colts vinsero la prima partita, persero quattro gare consecutive dopo le quali vinsero tutte le nove gare rimanenti, battendo di poco i Dolphins per il titolo di division. La svolta venne in seguito nota tra i tifosi dei Colts come The Miracle on 33rd Street.
Assunto in gennaio, Marchibroda era stato in precedenza il coordinatore offensivo dei Washington Redskins sotto la direzione dell'allenatore George Allen. Lo staff dei Colts del 1975 vide anche la presenza del ventitreenne Bill Belichick, alla sua prima esperienza in assoluto.

## Roster
| Roster dei Baltimore Colts nel 1975 |
| --- |
| Quarterback - 14 Marty Domres - 7 Bert Jones Running Back - 23 Don McCauley - 26 Lydell Mitchell - 38 Bill Olds - 27 Howard Stevens Wide Receiver - 81 Roger Carr - 35 Glenn Doughty - 86 Freddie Scott Tight End - 87 Raymond Chester - 85 Jimmy Kennedy Offensive Linemen - 50 Forrest Blue C - 66 Elmer Collett G - 62 Ken Huff G - 75 George Kunz T - 57 Ken Mendenhall C - 61 Robert Pratt G - 64 David Taylor T - 67 Bob Van Duyne G Defensive Linemen - 63 Mike Barnes DT - 72 Fred Cook DE - 78 John Dutton DE - 76 Joe Ehrmann DT - 65 Dave Pear DT Linebacker - 59 Jim Cheyunski - 55 Dan Dickel MLB - 58 Derrel Luce OLB - 52 Tom MacLeod OLB - 51 Mike Varty - 53 Stan White OLB Defensive Back - 29 Marshall Johnson - 40 Bruce Laird SS/KR - 42 Lloyd Mumphord CB - 31 Nelson Munsey CB - 30 Doug Nettles CB - 25 Ray Oldham SS - 20 Jackie Wallace SS Special Team - 2 Toni Linhart K - 49 David Lee P Lista delle riserve - 32 Mike Curtis LB (IR)                       |
| Legenda - I rookie sono in corsivo. - Il primo ruolo è il principale mentre gli eventuali successivi indicano i ruoli secondari. - (IR) sta per Injured Reserve ed indica la lista ristretta per un solo giocatore infortunato che può tornare ad allenarsi dopo la settimana 6 e a rientrare in prima squadra dopo che questa ha giocato 8 partite. - (NF-Inj.) / (NF-Ill.) stanno rispettivamente per Non-Football Injured e Non-Football Illness ed indicano le liste dove viene inserito un giocatore che ha un infortunio o una malattia non dipendente dal football americano. - (PUP) sta per Physically Unable to Perform ed indica la lista dove viene inserito un giocatore mentre è in attesa di recuperare la condizione fisica. Nella stagione regolare dopo la sesta partita giocata dalla propria squadra, il giocatore ha tempo tre settimane per riprendere ad allenarsi, più tre settimane aggiuntive dal suo rientro agli allenamenti per rientrare in prima squadra. |

## Calendario
| Stagione regolare |              |                         |              |        |                               |          |
| Turno             | Data         | Avversario              | Risultato    | Record | Stadio                        | Pubblico |
| 1                 | 21 settembre | at Chicago Bears        | V 35–7       | 1–0    | Soldier Field                 | 54,152   |
| 2                 | 28 settembre | Oakland Raiders         | S 20–31      | 1–1    | Memorial Stadium              | 40,657   |
| 3                 | 5 ottobre    | at Los Angeles Rams     | S 13–24      | 1–2    | Los Angeles Memorial Coliseum | 62,491   |
| 4                 | 12 ottobre   | Buffalo Bills           | S 31–38      | 1–3    | Memorial Stadium              | 43,907   |
| 5                 | 19 ottobre   | at New England Patriots | S 10–21      | 1–4    | Schaefer Stadium              | 51,417   |
| 6                 | 26 ottobre   | at New York Jets        | V 45–28      | 2–4    | Shea Stadium                  | 55,137   |
| 7                 | 2 novembre   | Cleveland Browns        | V 21–7       | 3–4    | Memorial Stadium              | 35,235   |
| 8                 | 9 novembre   | at Buffalo Bills        | V 42–35      | 4–4    | Rich Stadium                  | 77,320   |
| 9                 | 16 novembre  | New York Jets           | V 52–19      | 5–4    | Memorial Stadium              | 52,097   |
| 10                | 23 novembre  | at Miami Dolphins       | V 33–17      | 6–4    | Miami Orange Bowl             | 61,986   |
| 11                | 30 novembre  | Kansas City Chiefs      | V 28–14      | 7–4    | Memorial Stadium              | 42,122   |
| 12                | 7 dicembre   | at New York Giants      | V 21–0       | 8–4    | Shea Stadium                  | 49,863   |
| 13                | 14 dicembre  | Miami Dolphins          | V 10–7 (DTS) | 9–4    | Memorial Stadium              | 59,398   |
| 14                | 21 dicembre  | New England Patriots    | V 34–21      | 10–4   | Memorial Stadium              | 48,678   |

### Playoff
| Playoff    |             |                            |           |                      |          |
| Turno      | Data        | Avversario (seed)          | Risultato | Stadio               | Pubblico |
| Divisional | 27 dicembre | at Pittsburgh Steelers (1) | S 10–28   | Three Rivers Stadium | 49,053   |

## Classifiche
| AFC East             |    |    |   |      |      |     |     |     |     |
|                      | V  | S  | P | %    | CONF | DIV | PF  | PS  | STR |
| Baltimore Colts(3)   | 10 | 4  | 0 | .714 | 6–2  | 8–3 | 395 | 269 | V9  |
| Miami Dolphins       | 10 | 4  | 0 | .714 | 6–2  | 7–4 | 357 | 222 | V1  |
| Buffalo Bills        | 8  | 6  | 0 | .571 | 5–3  | 7–4 | 420 | 355 | S1  |
| New York Jets        | 3  | 11 | 0 | .214 | 2–6  | 3–8 | 258 | 433 | S2  |
| New England Patriots | 3  | 11 | 0 | .214 | 1–7  | 2–9 | 258 | 358 | 66  |